# Pyrgomorphula serbica
Pyrgomorphula serbica är en insektsart som först beskrevs av Brunner von Wattenwyl 1882.  Pyrgomorphula serbica ingår i släktet Pyrgomorphula och familjen Pyrgomorphidae. Inga underarter finns listade i Catalogue of Life.